# Углепровод Белово — Новосибирск
Углепровод Белово — Новосибирск — трубопровод для транспортировки водоугля из шахты «Инская» (Белово) к новосибирской ТЭЦ-5.

## История
Проектирование углепровода институтом ВНИИГидроуголь началось в 1979 году после посещения руководителями СССР углепровода в штате Невада (США). Построен в 1988 году совместно с итальянской фирмой Snamprogetti. Введён в эксплуатацию в 1997 году. Планировалось, что на основе построенного углепровода будет разработан проект транспортировки угля на Урал и далее в Европейскую часть России и порты Чёрного моря. Однако, экономические трудности помешали продолжению проекта. Всего за время эксплуатации углепровода по нему было транспортировано и сожжено 350 тысяч тонн водоугольного топлива. Эксплуатация углепровода часто прерывалась и была полностью остановлена в 2003 году, после чего его было рекомендовано разобрать.

## Характеристики
Протяжённость углепровода составляла 262 километра. Пропускная способность — 3 миллиона тонн угля в год (360 м³/час), мощность 1-й очереди[уточнить] — 1,2 млн тонн в год. Стоимость объекта — около 100 миллиардов рублей (в ценах 1994 года). Водоугольная смесь составлялась в пропорции 59 % угля к 40 % воды и 1 % ингибиторов (веществ, придающих смеси пластичность). Имелась основная (в начале) и две промежуточные насосные станции на 48-м и 96-м километрах углепровода.
Принципиальное отличие от углепроводов, построенных в США, состояло в том, что водоугольное топливо не подвергалось обезвоживанию и осушению, а отправлялось прямо в котлы. Сжигание осуществлялось в четырёх котлах, производивших по 670 тонн пара в час.

## См также
- Гидравлическая добыча угля